# Serguei Rudaskov
Serguei Rudaskov (en rus Сергей Рудасков) (Sotxi, 21 de juny de 1984) va ser un ciclista rus, professional des del 2008 fins al 2012.

## Palmarès
- 2006
  - Vencedor d'una etapa al Giro delle Valli Cuneesi nelle Alpi del Mare
- 2007
  - Vencedor d'una etapa al Giro delle Valli Cuneesi nelle Alpi del Mare
- 2010
  - Vencedor d'una etapa a la Volta a Bulgària
- 2011
  - Vencedor d'una etapa al Gran Premi de Sotxi
- 2012
  - Vencedor de 2 etapes al Gran Premi de Sotxi